# 鬼頭工業
鬼頭工業株式会社（きとうこうぎょう）は、愛知県豊田市に本社を置く、自動車製造用設備 (専用機、洗浄機、溶接機等)の設計から製造、組立までを行っている企業である。

## 工場
- 本社工場(愛知県豊田市)
- 宮崎工場(宮崎県西都市)
- 田原工場(愛知県豊橋市)
- KITO U.S.A.(アメリカ合衆国ケンタッキー州)
- KITO 天津出張所(中国天津開発区)

## 沿革
- 1951年　愛知県豊田市昭和町にて製缶業を開始。
- 1959年　愛知県豊田市広路町へ移転、溶接治具の設計・製作開始。
- 1970年　愛知県豊田市細谷町へ本社移転。
- 1971年　ドイツKUKA社と提携。
- 1982年　トヨタ品質管理賞優良賞受賞。
- 1983年　栄豊会(トヨタ自動車株式会社設備メーカーで構成)初代会長。
- 1990年　トヨタ原価改善金賞受賞。
- 1992年　ドイツDURR社と一般洗浄技術について技術提携。
- 1994年　トヨタ原価改善特別賞受賞(優秀賞連続10年)。
- 1996年　KITO U.S.A設立、トヨタ技術開発賞受賞。
- 2000年　新工場建設。
- 2004年　KITO 天津出張所設立。
- 2006年　トヨタ技術開発賞、トヨタ原価改善優良賞受賞。
- 2007年　トヨタ原価改善優秀賞受賞。
- 2008年　トヨタ技術開発賞受賞。
- 2010年　トヨタ原価改善優秀賞、安全トヨタ賞受賞。